# Benjamin Fall
Benjamin Fall (Langon), 3 de marzo de 1989) es un exjugador francés de rugby que se desempeñaba como ala, pero también podía jugar de zaguero.

## Carrera

### Clubes
Fall debutó como profesional en Union Bordeaux Bègles en el año 2007 subiendo desde la cantera. La temporada siguiente recaló en Aviron Bayonnais donde mostró sus grandes cualidades siendo un jugador a seguir por los equipos más potentes del Top 14. En verano de 2010 ficha por Racing Metro , donde juega cuatro temporadas llenas de altibajos, para en 2014 cambiar de aires fichando por Montpellier donde se proclama campeón de la european Challenge en 2016 al vencer por un tanteador de 26-19 a Harlequins FC

### Internacional
Formó parte del equipo de Francia menores de 20 años en el Campeonato Mundial Juvenil en 2008 y debutó con el XV del gallo el 21 de noviembre de 2009 contra la selección de Samoa donde anotó su primer ensayo